# 武爾圖魯鄉 (弗朗恰縣)
45°37′05″N 27°25′23″E / 45.6181°N 27.4231°E
武爾圖魯鄉（羅馬尼亞語：Comuna Vulturu, Vrancea），是羅馬尼亞的鄉份，位於該國東部，由弗朗恰縣負責管轄，面積104平方公里，海拔高度20米，2002年人口8,628，人口密度每平方公里83人。